# Shirokaja
Shirokaja är en kulle i Antarktis. Den ligger i Östantarktis. Australien gör anspråk på området. Toppen på Shirokaja är 179 meter över havet.
Terrängen runt Shirokaja är huvudsakligen platt. Trakten är obefolkad. Det finns inga samhällen i närheten.